# Rothweinsdorf
Rothweinsdorf ist eine Ortschaft und eine Katastralgemeinde der Gemeinde Irnfritz-Messern im Bezirk Horn in Niederösterreich.

## Geschichte
Laut Adressbuch von Österreich waren im Jahr 1938 in der Ortsgemeinde Rothweinsdorf zwei Gastwirte, ein Gemischtwarenhändler, eine Mühle, ein Sägewerk, ein Schmied, ein Tischler, ein Zimmermeister und mehrere Landwirte ansässig.

## Siedlungsentwicklung
Zum Jahreswechsel 1979/1980 befanden sich in der Katastralgemeinde Rothweinsdorf insgesamt 35 Bauflächen mit 25.418 m² und 44 Gärten auf 35.997 m², 1989/1990 gab es 35 Bauflächen. 1999/2000 war die Zahl der Bauflächen auf 61 angewachsen und 2009/2010 bestanden 61 Gebäude auf 126 Bauflächen.

## Bodennutzung
Die Katastralgemeinde ist landwirtschaftlich geprägt. 239 Hektar wurden zum Jahreswechsel 1979/1980 landwirtschaftlich genutzt und 115 Hektar waren forstwirtschaftlich geführte Waldflächen. 1999/2000 wurde auf 240 Hektar Landwirtschaft betrieben und 116 Hektar waren als forstwirtschaftlich genutzte Flächen ausgewiesen. Ende 2018 waren 230 Hektar als landwirtschaftliche Flächen genutzt und Forstwirtschaft wurde auf 115 Hektar betrieben. Die durchschnittliche Bodenklimazahl von Rothweinsdorf beträgt 32,5 (Stand 2010).